# إسحاق جونز
إسحاق جونز (بالإنجليزية: Isaac Jones)‏ هو لاعب كرة قدم أمريكية أمريكي، ولد في 7 ديسمبر 1975 في ليتل روك في الولايات المتحدة.

## وصلات خارجية
- خورخي جونز على موقع مرجع كرة القدم المحترفة.كوم (الإنجليزية)